# Margaret Michaels
Margaret Michaels (Virginia, 1951) is een voormalige Amerikaanse actrice, die Jeanne O'Brien speelde in de soapserie Dallas.
Michaels vertrok op jonge leeftijd naar New York om carrière te maken. Na een tijd als model te hebben gewerkt, werd ze actrice in Hollywood.
Haar eerste relatief grote televisierol was die van Santana Andrade in de soap Santa Barbara, waarin ze vijf maanden speelde. In 1988 zochten de producers van de serie Dallas een actrice om de rol van Pamela Ewing voort te zetten, na het vertrek van Victoria Principal. De rol werd niettemin uit de serie geschreven, maar twee jaar later verscheen Michaels opnieuw in Dallas, ditmaal als Pamela's dubbelganger Jeanne O'Brien.
Michaels is getrouwd met cosmetisch chirurg Richard Fleming en woont in Beverly Hills.